# Rémy Julienne

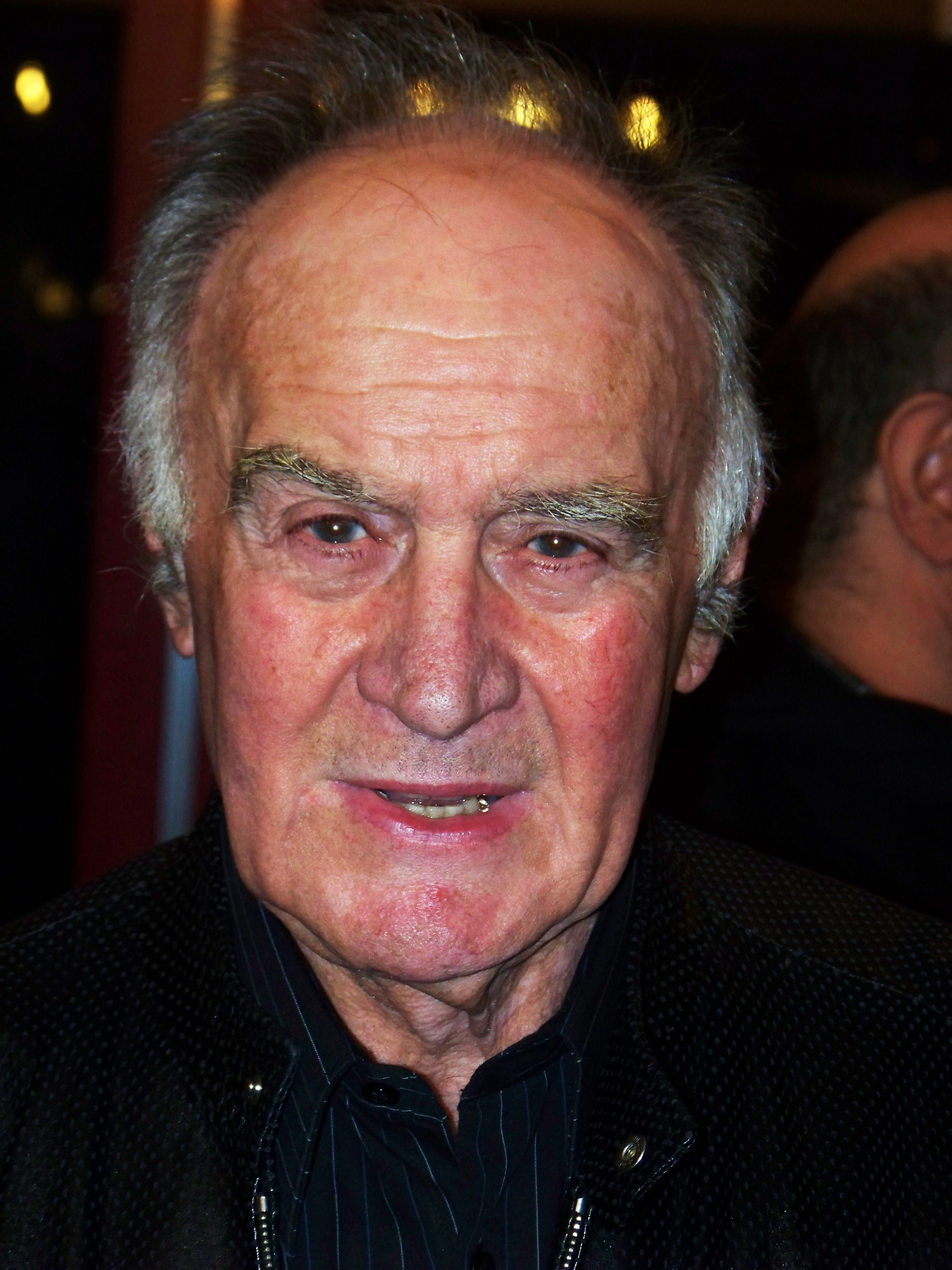
Rémy Julienne (2009)

Rémy Julienne (* 17. April 1930 in Cepoy, Loiret; † 21. Januar 2021 in Montargis, Loiret) war ein französischer Stuntman. Mit mehr als 1.400 Produktionen (darunter 400 Kinofilme, diverse Fernsehserien und Werbespots) gehört er zu den weltweit erfolgreichsten Vertretern seines Fachs. Julienne zählte jahrzehntelang zu den weltweit führenden Experten für spezielle Auto-Stunts.

## Leben

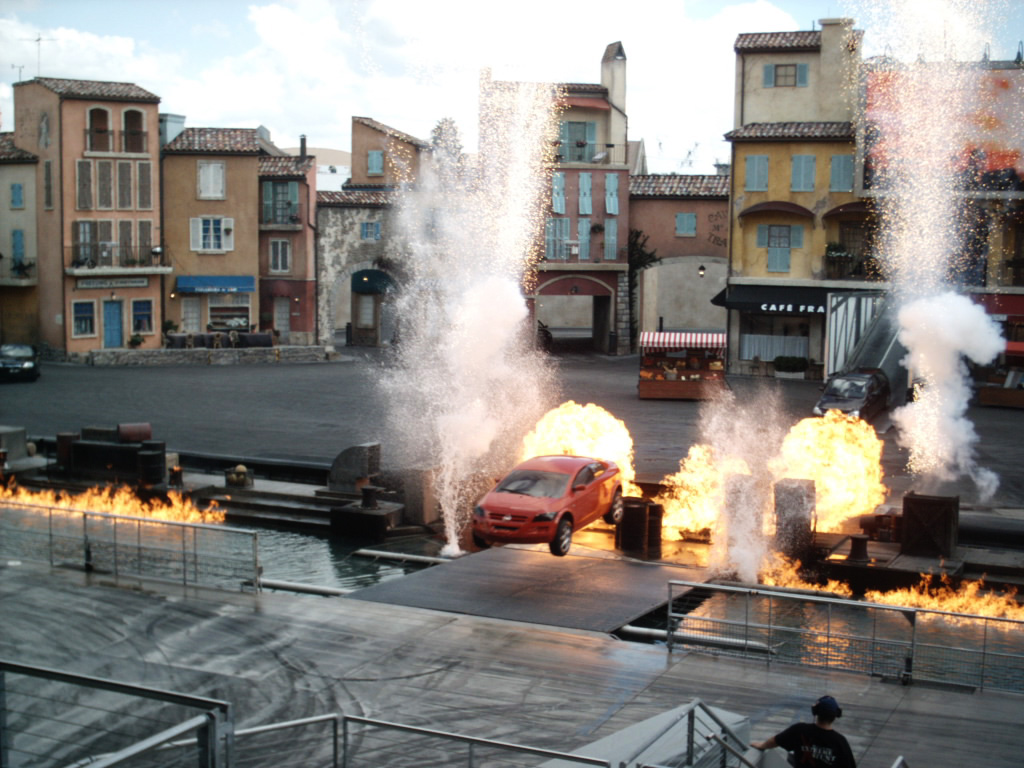
Szene aus der Show Juliennes im „Walt Disney Studios Park“ in Paris (2005)

Julienne begann seine Laufbahn im Moto-Cross und errang hier zwischen 1957 und 1962 eine Reihe von Titeln, bevor er 1964 als Stuntman im Film Fantômas debütierte. Bis Ende der 1990er-Jahre wirkte er an vielen international sehr erfolgreichen Filmen mit spektakulären Autostunts mit, so 1969 im englischen Kultfilm Charlie staubt Millionen ab, in mehreren Louis-de-Funès-Filmen – darunter z. B. Balduin, der Heiratsmuffel (1968) oder Die Abenteuer des Rabbi Jacob (1973) – sowie zuletzt an den Filmen Taxi (1998) und Taxi Taxi (2000).
1970 drehte er einen Werbespot als Protagonist für das FIAT Model 124. 1973 widmete ihm Filmrealisator Mario Cortesi eine halbstündige Dokumentation mit dem Titel Er stirbt 1000 Tode.
Zwischen 1981 und 1995 war er außerdem für die Stunt-Koordination der James-Bond-Filme In tödlicher Mission (1981), Octopussy (1983), Im Angesicht des Todes (1985), Der Hauch des Todes (1987), Lizenz zum Töten (1989) und GoldenEye (1995) verantwortlich.
Zu einem schweren Zwischenfall kam es 1999 während der Dreharbeiten zu Taxi Taxi, als während eines Stunts ein Kameramann zu Tode kam. Julienne warf anschließend Produzent Besson vor, das Budget habe nicht ausreichend Mittel für die notwendigen Sicherheitsmaßnahmen vorgesehen. In der gerichtlichen Aufarbeitung wurde der Hauptteil der Schuld jedoch Julienne zugeschrieben, den das Gericht für schuldig befand, als Stunt-Koordinator im entsprechenden Stunt die Geschwindigkeit des Fahrzeugs und die Länge des Sprungs falsch berechnet zu haben. Julienne wurde anschließend wegen fahrlässiger Tötung zu 18 Monaten Haft auf Bewährung und einer Geldstrafe von 13.000 Euro verurteilt; ein Berufungsgericht senkte die Strafe im Jahr 2009 auf sechs Monate Haft auf Bewährung und eine Geldstrafe von 2.000 Euro.
Neben seiner Arbeit für Film und Fernsehen gestaltete Julienne die Stunt-Show „Moteurs… Action!“ im Pariser „Walt Disney Studios Park“, bei der bis zu fünfmal am Tag ein Auto-Stunt vorgeführt wird, der anschließend in einer „Kino-Fassung“ auf der Leinwand gezeigt wird.
Rémy Julienne bestritt in den 1970er-Jahren einige Sportwagenrennen. Unteren anderem wurde er 1976 Gesamtsechzehnter beim zur Sportwagen-Weltmeisterschaft dieses Jahres zählenden 6-Stunden-Rennen von Dijon.
Julienne starb im Januar 2021 im Alter von 90 Jahren an den Folgen einer COVID-19-Infektion.

## Zitate
„Man muss Autos und Beteiligte zur rechten Zeit am rechten Ort haben und choreographieren wie ein Ballett, dann kann gar nichts schief gehen.“

## Filmografie (Auswahl)
- 1964: Fantomas
- 1966: Die große Sause
- 1968: Balduin, der Heiratsmuffel
- 1969: Charlie staubt Millionen ab
- 1971: Der Coup

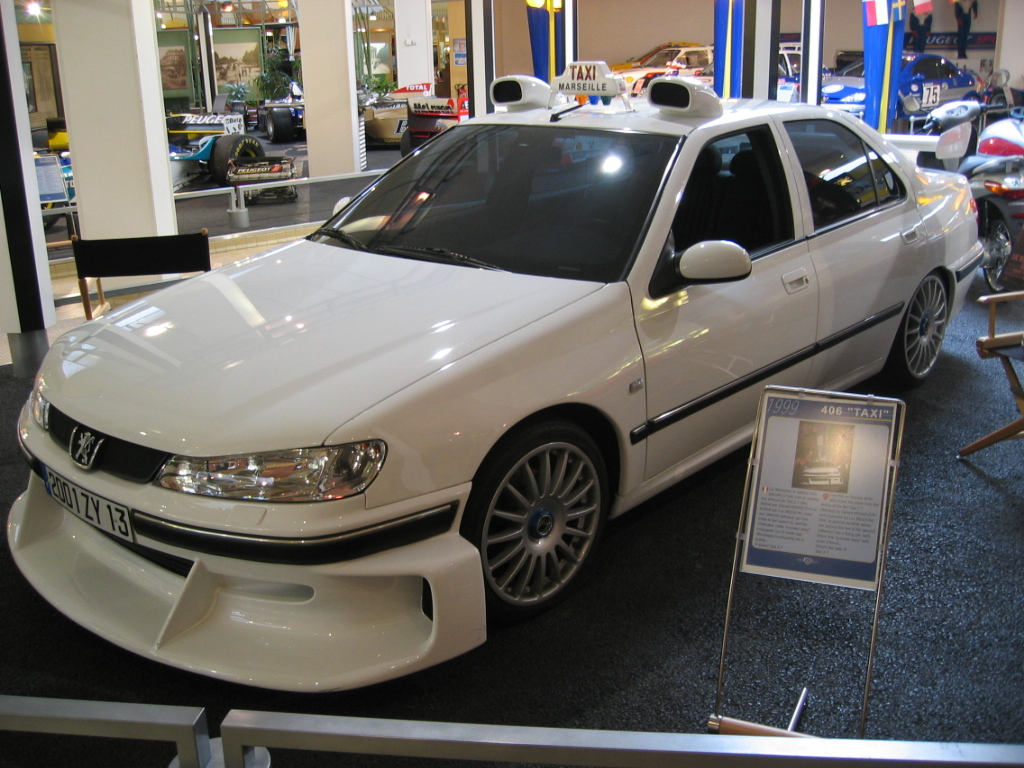
Peugeot 406 aus dem Film Taxi, bei dem Julienne die Auto-Stunts koordinierte

- 1973: Durch Paris mit Ach und Krach (Elle court, elle court la banlieue)
- 1973: Die Abenteuer des Rabbi Jacob
- 1974: Zwei wie Pech und Schwefel
- 1976: Brust oder Keule
- 1977: Der tolle Käfer in der Rallye Monte Carlo
- 1978: Der Sanfte mit den schnellen Beinen (La carapate)
- 1979: Ein Mann räumt auf
- 1980: Der Puppenspieler
- 1981: James Bond 007 – In tödlicher Mission
- 1982: Target – Gewalt gegen Gewalt (Jugando con la muerte)
- 1982: Louis und seine verrückten Politessen
- 1983: James Bond 007 – Octopussy
- 1984: Die öffentliche Frau
- 1984: Sheena – Königin des Dschungels
- 1985: James Bond 007 – Im Angesicht des Todes
- 1986: Ein Mann und eine Frau – 20 Jahre später
- 1987: James Bond 007 – Der Hauch des Todes
- 1987: Der Profi 2
- 1989: James Bond 007 – Lizenz zum Töten
- 1990: Feuer, Eis & Dynamit
- 1995: James Bond 007 – GoldenEye
- 1996: Crash Kids
- 1996: Mein Mann Picasso
- 1996: Maximum Risk
- 1997: Der Hexenclub von Bayonne
- 1998: Alle meine Väter
- 1998: Taxi
- 2000: Taxi Taxi
- 2001: Das geheimnisvolle Grab
- 2002: Riders
- 2005: A Sound of Thunder
- 2006: The Da Vinci Code – Sakrileg

## Motorsport-Statistik

### Einzelergebnisse in der Sportwagen-Weltmeisterschaft
| Saison | Team      | Rennwagen   | 1   | 2   | 3   | 4   | 5   | 6   | 7   | 8   | 9   | 10  | 11  | 12  | 13  | 14  | 15  | 16  | 17  |
| ------ | --------- | ----------- | --- | --- | --- | --- | --- | --- | --- | --- | --- | --- | --- | --- | --- | --- | --- | --- | --- |
| 1976   | Bourgogne | BMW 3.5 CSL | MUG | VAL | NÜR | MON | SIL | IMO | NÜR | ZEL | PER | WAT | MOS | DIJ | DIJ | SAL |     |     |     |
| 1976   | Bourgogne | BMW 3.5 CSL |     |     |     |     |     |     |     |     | 16  |     |     |     |     |     |     |     |     |
| 1977   |           | Lola T294   | DAY | MUG | DIJ | MON | SIL | NÜR | VAL | PER | WAT | EST | LEC | MOS | IMO | SAL | BRH | HOK | VAL |
| 1977   |           | Lola T294   |     |     |     | DNF |     |     |     |     |     |     |     |     |     |     |     |     |     |